# سيارة مبتكرة

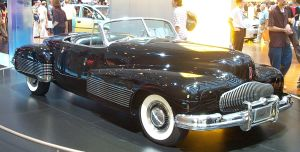
نوع من أنواع السيارة المبتكرة

سيارة مبتكرة (بالإنجليزية: Concept car)، هي التصميم الأولي للسيارة المصنوعة وذلك لغرض التصميم الجديد أو توفير تكنلوجيا القيادة. وفي الغالب تـُعرض السيارات المبتكرة في معارض السيارات الدولية، لتعريف الجمهور بها ولمعرفة ردة فعل العملاء والموزعين. وتتميز السيارة المبتكرة بتصميم جذاب وتغير جذري من وجهة الشكل والقدرة، ونوهعية الوقود، منها الهجين ومنها ما يعمل بمحركات كهربائية.

## وصلات خارجية
- Old Concept Cars
- Concept Cars & Car Design Information
- Information on over 250 concept cars
- Comparison of concept car and production version
- Concept Cars Index
- Car Concepts
- Concept Car نسخة محفوظة 30 يناير 2013 at Archive.is
- Concept Cars at www.allcarindex.com - The index of concept cars is dedicated for the showcars and concept automobiles